# 陳善 (宋朝)
陳善（？—1169年），字子兼，號秋塘，福州羅源（今屬福建）人，宋代官员。
生年不詳。紹興元年（1131年），與同鄉黃棆考入國子監為太學生。三次參加會試，當時秦檜柄政，陳善慷慨直陳，力詆和議，主考官畏懼秦檜，不敢錄取。紹興二十三年（1153年），返鄉，閉門撰述。紹興二十五年，秦檜病故。紹興三十年（1160年）進士及第，授太學錄。乾道五年（1169年），爲左迪功郎，可惜“不得食寸禄即卒”。作品多散失，有《捫蝨新話》十五卷。